# 金城 (中共中央统战部)
金城（1906年—1991年），原名金树东，浙江诸暨陶朱街道金村人，原中共中央统战部副部长、顾问。

## 生平
金城于1926年加入中国国民党。次年脱离国民党，加入中国共产党。后历任诸暨县委职工部长、组织部长、县委代理书记等。此后前往上海参与工人运动，曾任中共沪西区委组织部长、区委书记。1933年被捕。被营救出狱后，赴香港、广西从事中共统战工作。抗日战争爆发后，金城出任陕甘宁边区对外联络秘书、交际处长等职。第二次国共内战期间，又历任西北联防司令部政治部敌工部长、西北解放军官教导团政委、中央统战部人事处处长等。
中华人民共和国成立后，金城长期在统战部工作，历任副秘书长、副部长、顾问（正部级）。此外，他还是第三、六届全国政协委员，第五届全国政协常委。1991年，金城在北京逝世，终年85岁。

## 家庭
金城的姑姑金婉琳（金铃）是中共烈士宣侠父之妻。
金城育有三子一女。长子金红书生于1927年，1949年后在杭州工作。次子金矛为中国人民解放军海军中将，副司令，女儿金戈则为中国人民大学对外语言文化学院院长，教授。。
长孙金纪宁，金城为其女取名“‘无我’，……无我，即无私也。无小我（个人），才能有大我（党、祖国、人民）；大我飞腾富强，才能有个人的最大幸福[……]”